# Collorec
Collorec (en bretó Koloreg) és un municipi francès, situat a la regió de Bretanya, al departament de Finisterre. L'any 2006 tenia 648 habitants.

## Demografia
| 1962                                       | 1968  | 1975 | 1982 | 1990 | 1999 |
| ------------------------------------------ | ----- | ---- | ---- | ---- | ---- |
| 1.148                                      | 1.038 | 891  | 778  | 692  | 647  |
| Des de 1962: població sense dobles comptes |       |      |      |      |      |

## Administració
| Període | Identitat               | Partit |
| ------- | ----------------------- | ------ |
| 2001-   | Marie-Josèphe Le Borgne |        |